# Monanthotaxis chasei
Monanthotaxis chasei R.E.Fr. – gatunek rośliny z rodziny flaszowcowatych (Annonaceae Juss.). Występuje naturalnie w Zimbabwe, Malawi oraz Mozambiku. 

## Morfologia
PokrójZimozielony krzew lub zdrewniałe liany. Dorasta do 3–6 m wysokości. Gałęzie są wiciowate. Młode pędy są omszone.
LiścieMają lancetowaty lub owalny kształt. Mierzą 7–18 cm długości oraz 3,5–7 cm szerokości. Nasada liścia jest od sercowatej do zaokrąglonej. Blaszka liściowa jest o tępym lub spiczastym wierzchołku. Ogonek liściowy jest owłosiony i dorasta do 3–7 mm długości.
KwiatySą pojedyncze lub zebrane po 2–5 w wierzchotki, rozwijają się w kątach pędów. Działki kielicha mają owalnie trójkątny kształt, są mniej lub bardziej zrośnięte u nasady, owłosione, dorastają do 3 mm długości. Płatki mają owalnie okrągły kształt i żółtą barwę, są owłosione, osiągają do 8–9 mm długości. Kwiaty mają 20–30 pręcików i 15–18 owłosionych owocolistków o cylindrycznym kształcie i długości 2 mm.
OwocePojedyncze mają kształt od kulistego do elipsoidalnego, zebrane po 2–7 w owoc zbiorowy. Są osadzone na szypułkach. Osiągają 7–10 mm długości i 5–6 mm szerokości.

## Biologia i ekologia
Rośnie w wiecznie zielonych lasach. Występuje na wysokości do 900 m n.p.m.